# Pulvilli

Pulvilli en 2

Les pulvilli sont les systèmes d'adhésion des insectes.
Leur pouvoir adhésif possède deux composantes physiques : d'une part des liaisons fonctionnant grâce à des forces de Van der Waals et d'autre part, une glu adhésive sécrétée à l'extrémité de ces nombreuses surfaces.